# James Marshall (Regisseur)
James Marshall (* 1962 in New Westminster, British Columbia, Kanada) ist ein kanadischer Fernsehregisseur und Produzent. Am bekanntesten sind seine Arbeiten bei der Fernsehserie Smallville, für die er mehrfach nominiert und ausgezeichnet wurde.

## Leben und Werk
James Marshall wurde der Stadt New Westminster in British Columbia geboren. Sein Vater arbeitete als Weichensteller und seine Mutter im Einzelhandel. Er besuchte die weiterführende Schule in North Delta und studierte danach in Victoria auf dem Camosun College Angewandte Kommunikationswissenschaft.
Der Einstieg ins Fernsehgeschäft erfolgte bei einem kleinen Fernsehsender in Alberta. Dort schrieb und produzierte Marshall eine national prämierte Kinderserie Kids & Company. Später arbeitete er als Produktionsassistent beim Film Im Jahr des Drachen. Bevor er selbst Regisseur wurde, arbeitete er von 1987 bis 1996 als Regieassistent bei einigen Fernsehfilmen und über 30 Serienepisoden, unter anderem bei Der Bischof des Teufels, 21 Jump Street – Tatort Klassenzimmer, Black, der schwarze Blitz, Der Polizeichef und Highlander. Mittlerweile hat er bei über hundert Episoden unterschiedlichster Fernsehserie Regie geführt und über 150 Episoden auch produziert, darunter Falling Skies, Smallville, Charlie’s Angels, O.C., California, Tarzan, Birds of Prey, Charmed – Zauberhafte Hexen und Dead Like Me – So gut wie tot. Für Smallville wurde er vielfach als Regisseur und Produzent nominiert und ausgezeichnet.
Er ist Mitglied der beiden Regieverbände Director’s Guild of Canada und Directors Guild of America. Seit 2011 beschäftigt er sich auch mit den Möglichkeiten des Transmedialen Erzählens. James Marshall wird repräsentiert von der Künstleragentur APA.
James Marshall ist seit 1985 verheiratet.

### Smallville
Bei der über zehn Jahre laufenden Fernsehserie Smallville spielte James Marshall eine wichtige Rolle im Verlauf der Serienproduktion. Nachdem einer der Hauptregisseure der Serie, Greg Beeman, wegen seiner Verpflichtungen bei der Fernsehserie Heroes nicht mehr zur Verfügung stand, beschlossen die Showrunner Alfred Gough und Miles Millar mehr mit Marshall zusammenzuarbeiten. Nachdem er viele Episoden produziert und Regie geführt hatte, wurde er mit Beginn der fünften Staffel auch Ausführender Produzent. In dieser Rolle produzierte 83 Episoden, insgesamt war er bei 149 Episoden (von insgesamt 186) im Produktionsdepartment beteiligt.

## Filmografie (Auswahl)

### Regisseur
- 1996–1999: Viper (8 Episode)
- 1997–1999: Der Sentinel – Im Auge des Jägers (The Sentinel, 4 Episode)
- 2000: Just Deal (1 Episode)
- 2001: Heartbeat (In a Heartbeat, 1 Episode)
- 2002: The Nightmare Room (2 Episoden)
- 2002: Caitlin (Caitlin’s Way, 1 Episode)
- 2002: Charmed – Zauberhafte Hexen (Charmed, 1 Episode)
- 2002: Birds of Prey (1 Episode)
- 2002–2010: Smallville (26 Episoden)
- 2003: Black Sash (1 Episode)
- 2003: Dead Like Me – So gut wie tot (Dead Like Me, 1 Episode)
- 2003: Tarzan (1 Episode)
- 2003–2004: O.C., California (The O.C., 2 Episoden)
- 2004: North Shore (1 Episode)
- 2011: Charlie’s Angels (2 Episoden)
- 2013: Falling Skies (1 Episode)
- 2016: The Shannara Chronicles (2 Episoden)
- 2016: Shadowhunters (1 Episode)
- 2016: Supergirl (1 Episode)
- 2016: Aftermath (2 Episoden)

### Produzent
- 2005–2001: Smallville (127 Episoden, davor 2004–2005 22 Episoden als Supervising Producer)

## Auszeichnungen
- 2003: Rondo Hatton Classic Horror Awards, nominiert für die Rondo Statuette für TV-Presentation of the year für Smallville
- 2004: Hugo Awards, nominiert für Best Dramatic Presentation – Short Form für Smallville (Episode Rosetta)
- 2006: Leo Awards, nominiert für Best Direction in a Dramatic Series für Smallville (Episode Splinterville)
- 2007: Leo Awards, ausgezeichnet für Best Direction in a Dramatic Series für Smallville (Episode Zod)
- 2007: Leo Awards, ausgezeichnet für Best Dramatic Series für Smallville
- 2008: Leo Awards, nominiert für Best Direction in a Dramatic Series für Smallville (Episode Phantom)
- 2008: Leo Awards, ausgezeichnet für Best Dramatic Series für Smallville
- 2008: Nominiert von der Directors Guild of Canada für den DGC Craft Award für Smallville
- 2009: Leo Awards, nominiert für Best Direction in a Dramatic Series für Smallville (Episode Fracture)
- 2009: Leo Awards, nominiert für Best Dramatic Series für Smallville
- 2010: Leo Awards, nominiert für Best Dramatic Series für Smallville
- 2011: Leo Awards, ausgezeichnet für Best Dramatic Series für Smallville